# Пудауель
Пудауель (ісп. Pudahuel) — комуна в Чилі. Одна з міських комун міста Сантьяго. Входить до складу провінції Сантьяго і Столичного регіону.

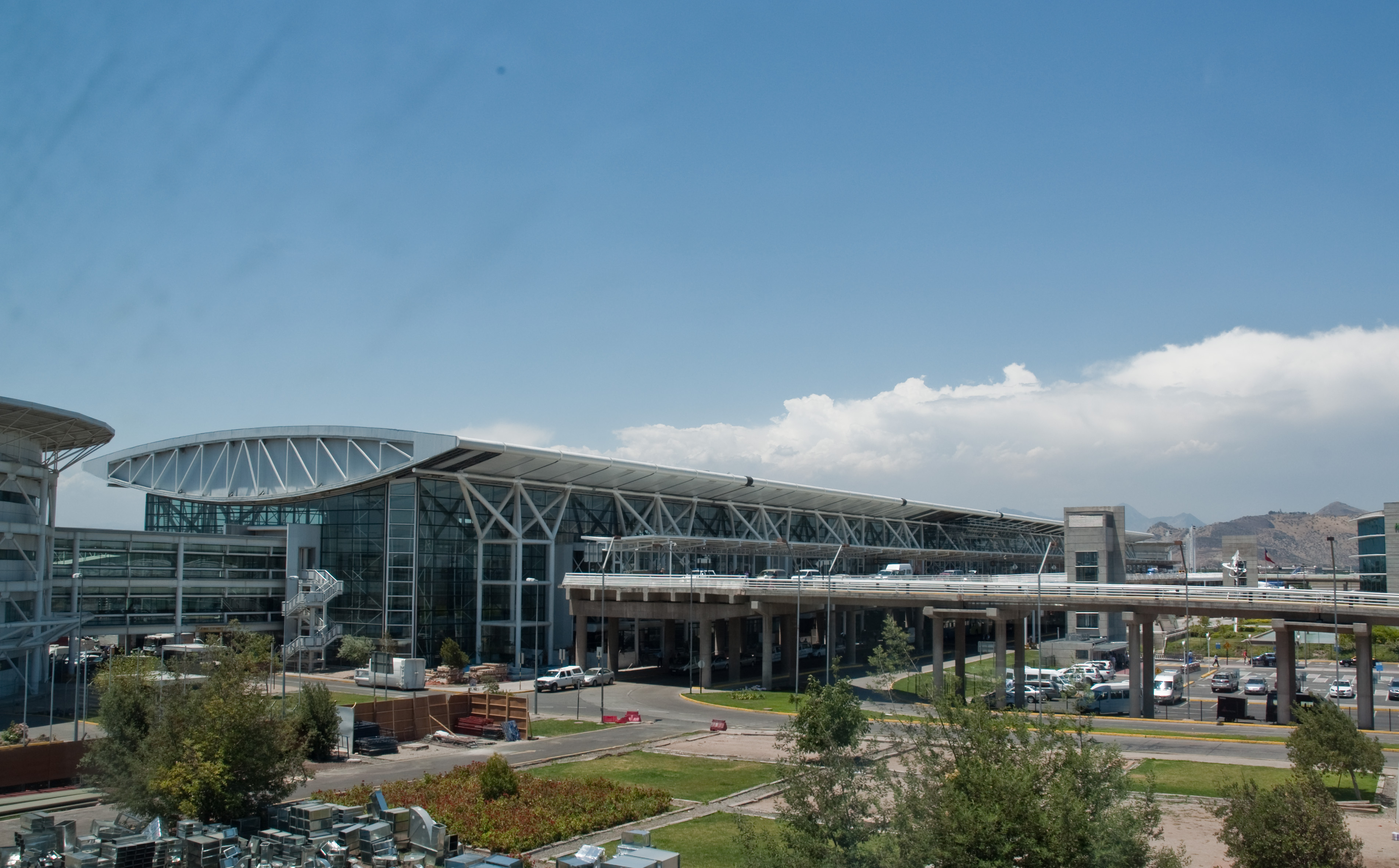
Зовнішній вигляд аеропорту Сантьяго

Територія — 197 км². Чисельність населення — 230 293 осіб (2017). Щільність населення - 1197 чол./км².

## Розташування
Комуна розташована на заході міста Сантьяго.
Комуна межує:
- на півночі - з комуною Лампа;
- на північному сході - з комуною Кілікура;
- на сході — з комунами Ренка, Серро-Навія, Ло-Прадо, Естасьйон-Сентраль;
- на півдні - з комуною Майпу;
- на заході - з комуною Куракаві.